# Full House (série télévisée, 2004)
Ne doit pas être confondu avec La Fête à la maison.
Pour les articles homonymes, voir Full.
Full House (en coréen : 풀하우스) est un drama sud-coréen en seize épisodes de 60 minutes créée par Min Hyo Jeong et diffusée du 14 juillet 2004 au 4 septembre 2004 sur KBS.
Ce drama est tiré du manhwa du même titre, Full House par l'auteur coréenne Won Soo-Yeon.

## Synopsis
Han Ji Eun possède pour seule fortune une superbe maison léguée par son défunt père. Elle a deux amis d'enfance qui vont, du jour au lendemain, l'envoyer en chine afin de la déposséder de sa maison et de ses biens. Lors de son voyage, elle fera la connaissance de Lee Young-Jae (Rain), qui est un célèbre acteur très égocentrique, et de son ami d'enfance Min-Hyuk qui est un richissime homme d'affaires. De retour en Corée, l'histoire prend forme : Ji-Eun apprend que l'acheteur de sa maison n'est autre que l'acteur Young-Jae. Ils vont finalement cohabiter.
On apprend que Young-Jae et Min-Hyuk ont une amie d'enfance en commun dénommée Hye-Won. Il s'avère que Young-Jae est secrètement amoureux de Hye-Won. Cette dernière est éprise de Min-Hyuk qui lui la considère comme une sœur en raison de son amitié avec Young-Jae. Young-Jae va finalement bluffer tout le monde en faisant croire qu'il aime Ji-Eun et la demande en mariage. Ji-Eun accepte de l'épouser car Young-Jae promet de lui rendre sa maison une fois divorcés, et ce, selon un contrat qui stipule que la durée du mariage ne dépassera pas 6 mois. Mais les choses se compliquent lorsque Ji-Eun tombe amoureuse de Young-Jae tout en sachant que celui-ci n'a d'yeux que pour son amie d'enfance...

## Distribution
- Song Hye Kyo : Han Ji Eun
- Rain : Lee Young Jae
- Han Eun-jung (en) : Kang Hye Won
- Kim Sung Soo (en) : Yoo Min Hyuk

## Tournage
Le tournage s'est déroulé dans une maison construite spécialement pour la série. Celle-ci est située à Incheon, non loin de l'aéroport international. La maison, construite en majeure partie de bois, a coûté approximativement un million de dollars à bâtir.
Le premier épisode de la série a été quant à lui tourné à Shanghai, et une partie de certains épisodes a été tournée en Thaïlande.

## Réception
Cette série a connu un grand succès en Corée du Sud et en Chine également.